# San Narith
San Narith (7 novembre 1986) è un calciatore cambogiano, di ruolo centrocampista.

## Palmarès

### Club

#### Competizioni nazionali
- Campionato cambogiano: 1

Phnom Penh Crown: 2011